# ميخائيل شاكون
ميخائيل شاكون (بالهولندية: Michael Chacón) (11 أبريل 1994 في كولومبيا - ) هو لاعب كرة قدم هولندي في مركز الوسط. لعب مع نادي هيرنفين.

## وصلات خارجية
- ميخائيل شاكون على موقع قاعدة بيانات كرة القدم.إي يو (الإنجليزية)
- ميخائيل شاكون على موقع Soccerway.com (الإنجليزية)
- ميخائيل شاكون على موقع عالم كرة القدم.نت (الإنجليزية)